# Nippon Telegraph and Telephone
Nippon Telegraph and Telephone, prescurtat NTT, este o companie japoneză de telecomunicații listată la bursa Tokyo Stock Exchange.